# Hans Paul Bernhard Gierke
Hans Paul Bernhard Gierke (Stettino, 19 agosto 1847 – Schöneberg, 8 maggio 1886) è stato un anatomista tedesco.

## Biografia
Gierke studiò medicina a Berlino, Vienna, Lipsia, Würzburg, Breslavia e Monaco, diplomandosi a Würzburg, dove ottenne il dottorato nel 1872. Nel 1874 divenne prosecutore a Würzburg, dove il suo insegnante era Albert von Kölliker. Nel 1876 fu nominato professore di anatomia presso l'Università Imperiale di Tokyo. Per motivi di salute dovette abbandonarvi la sua carriera accademica e tornare in Germania. Nel 1881 divenne assistente nell'Istituto di fisiologia di Breslavia e nel 1882 ottenne il titolo di professore straordinario. Nel 1883 visitò la stazione zoologica di Napoli. La sua salute si deteriorò rapidamente, morì nell'ospedale psichiatrico di Schöneberg vicino a Berlino, all'età di 39 anni.
È ricordato per la sua ricerca sui metodi di colorazione in neurochimica e sulla localizzazione del centro respiratorio.

## Opere
- Die Theile der Medulla oblongata, deren Verletzung die Athembewegungen hemmt, und das Athemcentrum. Archiv für die gesammte Physiologie des Menschen und der Thiere 7, pp. 583–600, 1873 DOI: 10.1007/BF01613350
- Beiträge zur Kenntniss der Elemente des centralen Nervensystems. Breslauer ärztliche Zeitschrift 4, pp. 157; 172, 1882
- Die Stützsubstanz des centralen Nervensystems. Neurologisches Centralblatt 2 (16, 17), pp. 361–369; 385-392, 1883
- Japanische Malerei. Westermanns Monatshefte 54, pp. 202–219, 324-340, 1883
- Ueber die Medicin in Japan in alten und neuen Zeiten. Breslauer ärztliche Zeitschrift pp. 64; 139, 1882
- Ueber die Medicin in Japan in alten und neuen Zeiten. Deutsches Archiv für Geschichte der Medicin und Medicinische Geographie 7, pp. 1–15, 1884
- Ueber die Medicin in Japan in alten und neuen Zeiten. Jahres-Bericht der Schlesischen Gesellschaft für Vaterländische Cultur 60, pp. 18–30, 1882/1883
- Die Zoologische Station in Neapel. T. Fischer, 1884
- Färberei zu mikroskopischen Zwecken. Zeitschrift für wissenschaftliche Mikroskopie und für mikroskopische Technik 1, 62-100; 372-408; 497-557, 2, 13-36; 164-221, 1885
- Zur Frage des Atmungscentrums. Centralblatt für die medicinischen Wissenschaften 23, pp. 593–596, 1885
- Staining Tissues in Microscopy. American Monthly Microscopical Journal 6, 13; 31; 52; 70; 97; 150, 1886
- Die Stützsubstanz des Centralnervensystems. Archiv für Mikroskopische Anatomie 25, 1, 441-554, 1885 DOI: 10.1007/BF02966381 26, 1, pp. 129–228 DOI: 10.1007/BF02954585